# 化作苗族彝族乡
化作苗族彝族乡是中华人民共和国贵州省毕节市纳雍县下辖的一个民族乡。化作苗族彝族乡因乡人民政府驻原化作村而得名。“化作”系彝语地名，意为“弯岩”。

## 行政区划
化作苗族彝族乡下辖以下村级行政区划单位：
赵家寨村、安大垮村、安山村、达那村、大营村、抵那寨村、发大嘎村、官寨村、黑塘村、化作村、枪杆岩村、双岩头村、耸古村、乌沙村、羊场村、野鸡落村、以麦地村、益兴村、治安村、倮都村和箐上村。